# Skanør-Falsterbo
Skanør-Falsterbo (officielt Skanör med Falsterbo) er et byområde i Vellinge kommune i Skåne, i det sydvestligste Sverige. Byområdet består af de i 1960'erne sammenvoksede, og siden 1754 fælles styrede, middelalderlige småbyer Falsterbo og Skanør, som dog stadig udgør to forskellige postdistrikter. Grænsen mellem Skanør og Falsterbo består traditionelt af et fortidsminderegistreret tangdige, der løber fra vådområdet Flommen til Skanörs ljung.

## Geografi
Tvillingebyerne ligger på Falsterbonäset, Skånes og Sveriges sydvestligste spids, 30 kilometer sydvest fra Malmö. Det er Vellinge kommunes næststørste byområde, både efter indbyggertal og areal. De fleste indbyggere bor i Skanør, i nord, mens der kommer flest turister til Falsterbo, i syd. Falsterbonäset er i dag gennemgravet af Falsterbokanalen.

## Historie
Skanør opstod i slutningen af 1100-tallet, og sandsynligvis opstod Falsterbo kort derefter. Stednavnet Falsterbo menes at betyde, at her lå falstringernes boder, når de var sejlet hertil fra Falster for at deltage i sildefiskeriet i Skåne. Falsterbo kirke (Sankt Gertruds kirke) er fra 1200-tallet. Begge byer blev i middelalderen rige og ansete, da området hver sensommer og efterår var et betydningsfuldt sted for handel og sildefiskeri. Den danske konge opførte i cirka 1220 borgen i Skanør. På stranden mellem byerne foregik handlen på Skånemarkedet. Forskellige byer i Nordeuropa havde faste markedspladser, såkaldte "fed", et stykke fra stranden.
I 1289 blev byen angrebet af Erik Præstehader under slaget ved Skanør, men byen hold stand.
Snart blev der også opført en borg i Falsterbo. I 1311 blev den indtaget af de vendiske hansestæder Rostock, Wismar og Greifswald under krigen mellem dem og den danske konge Erik Menved. Efter krigens afslutning begyndte kongen opførelsen af et nyt og større slot, Falsterbohus, der stod færdigt omkring 1318. Den gamle borg i Skanør mistede herigennem sin betydning. Kong Oluf 2., søn af dronning Margrete 1., døde i Falsterbohus i 1387.
Byen var residensby for Skånes sydvestlige len, indtil Malmø overtog hvervet i midten af 1500-tallet.
Da der blev færre sild i området i slutningen af middelalderen, mindskedes dets betydning og Skånemarkedet ophørte, hvorefter byerne forfaldt og forblev ubetydelige småbyer.
I en periode efter anden verdenskrig var Skanør-Falsterbo Sveriges mindste købstad (stad). Først i slutningen af 1960'erne begynde byområdet at vokse, da det blev en forstad til Malmø.

### Skånemarkedet
Fra 1100- til 1500-tallet fandt Skånemarkedet sted på Falsterbohalvøen, på stranden mellem Skanør og Falsterbo. Det var et af Nordeuropas vigtigste handelssteder, bygget op omkring sildefiskeriet på Falsterbonæsset og i Høl (et fiskerleje øst for Skanør), og Fodevig (det nuværende Foteviken) – vigen mellem halvøen og fastlandet (Hølvig, nu Höllviken), hvor sildene kunne stå så tæt, at man kan få dem op i bådene med simple redskaber. Visse år blev der produceret næsten 30.000 ton sild, som blev saltet med salt fra Nordtyskland som Hanseforbundets købmænd leverede, og videresolgt i hele Europa. Efterspørgslen på silden blev skabt af den katolske kirkes faster, hvor kød var forbudt mens fisk var tilladt.
Skånemarkedet var i perioder den danske kongemagts, blandt andre Valdemar 4. Atterdag, største indtægtskilde, da der blev opkrævet skat af saltet, der anvendtes til at konservere (salte) sildene

### Administrativ historie
Byerne blev i 1754 blev lagt sammen i en politisk enhed under en fælles borgmester. Helt frem til 1934 havde Skanør-Falsterbo (fra 1919 som eneste by i Sverige) ingen "stadsfullmäktige" (svarende til en kommunalbestyrelse), og dens højeste besluttende organ var en "allmän rådstuga" (almen rådstue). På trods af byens lille størrelse, havde den egen jurisdiktion frem til 1947, hvor rådhusretten blev afskaffet og byen lagt ind under landsretten. I 1974 blev bykommunen lagt sammen med Vellinge kommune. I 2002 blev Skanör-Falsterbo församling (sogn) dannet af de hidtidige separate sogne.

## Traditioner

### Gåsaloppet
Et af de mest populære årlige indslag i Skanør-Falsterbo er Gåsaloppet (gåseløbet), der siden 1984 har været arrangeret sankthansaften på Östergatan i Skanør. Gåsaloppet begynder ved Apoteket på Östergatan og har målområde ved Rådhuset. Strækningen er 757,1 meter. I gammel tid var det rigtige gæs, der sankthansaften konkurrerede i Gåsaloppet og som i dag, kom deltagerne fra både Skanør og Falsterbo. Den moderne variant har seks personer i hvert hold, heraf mindst to kvinder, som går i "gåsegang" efter hinanden på specialski.

## Transport

### Veje
For at komme til Skanør-Falsterbo fra Malmö, tager man E6/E22 og dernæst länsväg 100, som løber fra E6/E22 ved Trafikplats Vellinge S til Skanørs centrum.
Fra Trelleborg løber landevejen forbi Trelleborgs GK og Skåre, og siden gennem Höllviken og Kämpinge.

### Bus
Der er to busruter, som køres af Arriva for Skånetrafiken, fra Centralstationen og Hyllie station i Malmø til Falsterbo Strandbad, blandt andre via Skanør.

### Jernbane
Mellem 1904 og 1971 var byen trafikeret af Vellinge-Skanör-Falsterbo Järnväg, også kaldet Falsterbobanan, med station i Skanør og endestation i Falsterbo.